# La fine del mondo (Camille Flammarion)
La fine del mondo (La Fin du monde) è un romanzo fantascientifico apocalittico pubblicato nel 1894 da Camille Flammarion.
Da esso è stato tratto un film omonimo del 1931 per la regia di Abel Gance.

## Trama
Nel XXV secolo, lo scienziato Martial Novalic ha individuato una cometa in rotta di collisione con la Terra. La fine del mondo sembra vicina e gli uomini scatenano tutti i loro istinti. Due influenti banchieri ingaggiano una lotta senza regole: il primo è un seguace di Novalic e vuole promuovere un'alleanza fraterna tra tutti i popoli della Terra, mentre il secondo vuole speculare sul panico provocato dall'annuncio di una imminente guerra mondiale. Martial Novalic, presidente di una seduta straordinaria di tutti i Paesi del mondo, proclama la repubblica universale.
L'urto della cometa ha luogo: il pianeta è attraversato da una visione apocalittica di cataclismi, inondazioni, cicloni e terremoti. Ma la cometa ha soltanto sfiorato il nostro pianeta e il pericolo passa e la gente riprende gusto alla vita.

Illustrazioni per il romanzo
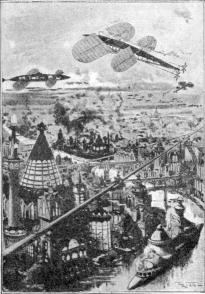
La Parigi del futuro
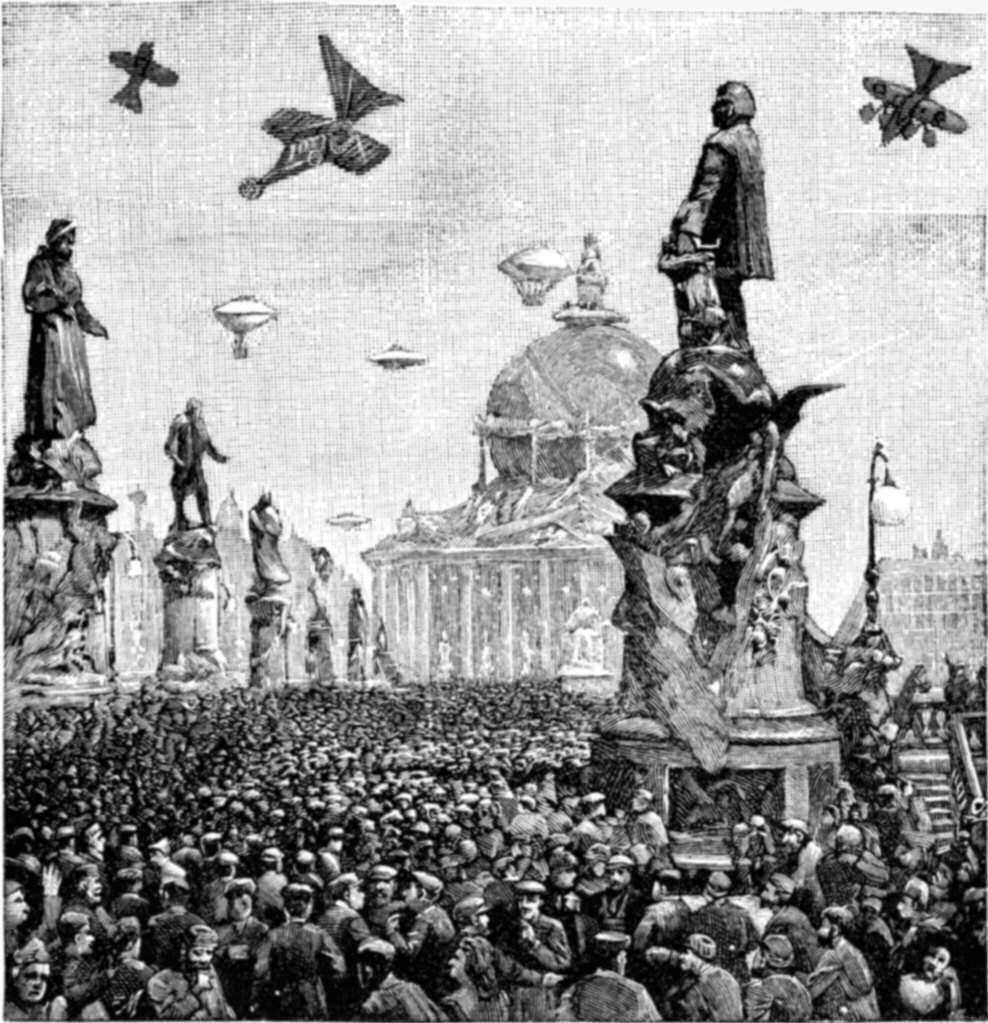
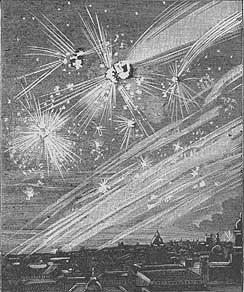
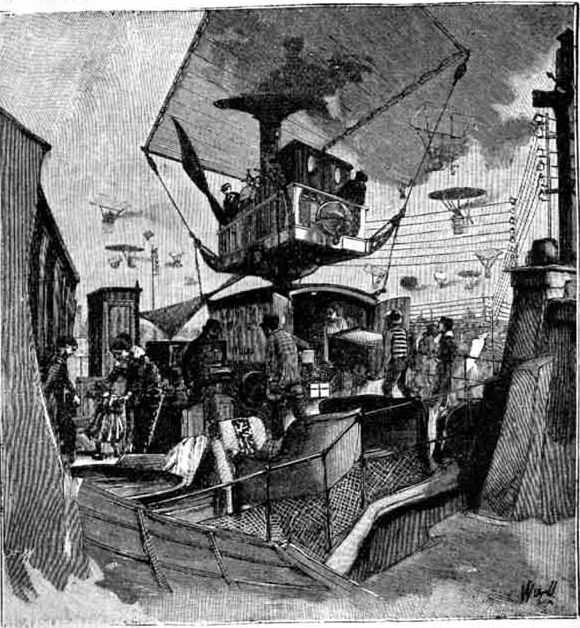
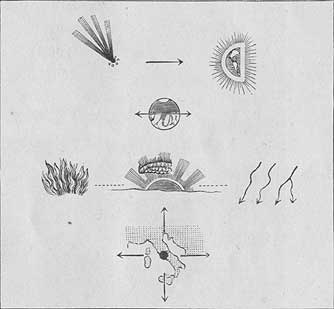
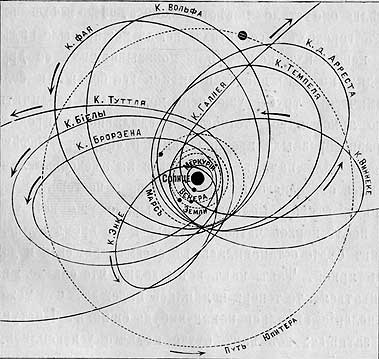

## Trasposizione cinematografica
Nel 1931 il regista francese Abel Gance ha diretto la sua trasposizione filmica omonima La fine del mondo (La Fin du monde).